# Везенберзький повіт
 Везенберзький повіт — адміністративно-територіальна одиниця Естляндської губернії Російської імперії. Адміністративним центром було місто Везенберг.

## Географія

### Розташування
Везенбергзький повіт розташовувався в східній частині Естляндської губернії і займала 6097,5 кв. верст. Прилягаючи всій північній стороною до Фінської затоки, повіт в загальному уявляв собою плоску (від 200 до 400 футів) височину, що знижується на південь і північний захід. До моря ця площина підходить крутим береговим уступом; місцями попереду цих уступів (назв. «глінта») уздовж моря, протягом 1-3 верст, утворилися піщані низовини. Починаючись в північно-західній частині повіту, берегові уступи, що складаються переважно з наносних дюн, покритих перелісками, тягнуться, часто перериваючись, на південь, утворюючи місцями уздовж морського берега мальовничі місцевості.

## Історія
В 1745 році в складі Ревельської губернії був утворений Вірляндський дистрикт. В 1783 році Ревельська губернія перетворена на Ревельське намісництво, а Вірляндський дистрикт на Вірляндський Крейс. В 1796 році внаслідок реформи, Ревельська губернія перейменована на Естляндську, а Вірляндський Крейс перетворений на Везенберзький повіт.
В 1920 році повіт було скасовано, його територія увійшла до складу Естонської республіки.

## Населення
За переписом 1897 року населення повіту становило 120 230 осіб, у тому числі в Везенбергу — 5890 мешканців, В містечку Усть-Нарова — 2000 мешканців.

### Національний склад
Національний склад за переписом 1897 року:
- Естонці — 108 522 осіб (90,3 %),
- Росіяни — 8714 осіб (7,2 %),
- Німці — 2295 осіб (1,9 %),